# Черноморци
Черноморци (болг. Черноморци) — село в Болгарии. Находится в Добричской области, входит в общину Шабла. Население составляет 71 человек.

## Политическая ситуация
Черноморци подчиняется непосредственно общине и не имеет своего кмета.
Кмет (мэр) общины Шабла — Красимир Любенов Крыстев (Граждане за европейское развитие Болгарии (ГЕРБ)) по результатам выборов в правление общины.